# KSC Lokeren-Tamise
Ne doit pas être confondu avec KSC Lokeren.
Actualités
Dernière mise à jour : 5 mars 2025.
Le Koninklijke Sporting Club Lokeren (en français : KSC Lokeren) est un club belge de football basé à Lokeren, en province de Flandre-Orientale. Titualire du matricuyle 4297, le club a porté les couleurs "Bleu et Blanc" jusqu'en 2020. 
Il évolue en Challenger Pro League lors de la saison 2024-2025.
En mai 2020, peu après la déclaration de faillite subie par le K. SC Lokeren/Oost-Vlaanderen (matricule 282), la presse annonce une fusion entre l'ancien cercle De D1B et le K. SV Temse. Celui-ci déménage vers le Daknamstadion de Lokeren et prend l'appellation de K. SC Lokeren-Temse. La nouvelle entité opte pour les couleurs "Blanc, Noir et Jaune" .

## Repères historiques
- 1925 : affiliation à l'Union Royale Belge des Sociétés de Football Association (URBSFA) de TEMSCHE SPORTKRING le 13/05/1925[3].
- 1926 : TEMSCHE SPORTKRING reçoit le numéro matricule 501. Affiliation à l'URBSFA de TEMSICA FOOTBALL CLUB le 15/10/1926; TEMSICA FOOTBALL CLUB reçoit le numéro matricule 807[3].
- 1934 : après obtention du titre de Société Royale, changement de dénomination de TEMSICA FOOTBALL CLUB (807) en KONINKLIJKE FOOTBALL CLUB TEMSICA (807) le 16/01/1934 (note foot 100 asbl : cette gratification suggère 1909 comme date de fondation)[3].
- 1945 : fusion de TEMSCHE SPORTKRING (501) et KONINKLIJKE FOOTBALL CLUB TEMSICA (807) pour former SPORTVEREENIGING TEMSCHE (4297) le 22/07/1945 (note foot 100 asbl : selon les règlements fédéraux actuels (2007), SPORTVEREENIGING TEMSCHE aurait pu choisir le numéro matricule 501 ou 807)[3].
- 1952 : après obtention du titre de Société Royale le 31/07/1952, changement de dénomination de SPORTVEREENIGING TEMSCHE (4297) en KONINKLIJKE SPORTVERENIGING TEMSE (4297) le 31/07/1952 (note foot 100 asbl : malgré, depuis 1945, l'utilisation constante par le club du terme "Koninklijke" dans sa dénomination, le titre de Société Royale ne fut officiellement accordé par le Palais que le 31/07/1952. Etonnant : le club sollicita une nouvelle fois et obtint (!) - le 26/09/1995 - le brevet royal pour le même titre, soit ...près d'un demi-siècle plus tard !! Un oubli du club et ... du Palais Royal??)[3].
- 2020 : le 20/06/2020, KONINKLIJKE SPORTVERENIGING TEMSE (4297) fusionne avec KONINKLIJKE SPORTING CLUB LOKEREN OOST-VLAANDEREN (282) pour former (KONINKLIJKE) SPORTING CLUB LOKEREN-TEMSE (4297). Le club joue en Division 2 VV - Série A pour la saison 2020-2021.
- 2023 : Le club est champion de la Division 2 VV - Série A 2022-2023 et monte en Nationale 1 pour la saison 2023-2024.

## Le stade
Jusqu'en juin 2020, le KSV Temse joue ses matches à domicile au stade Fernand Schuerman, d'une capacité de 3 000 places. Après la fusion de 2020, le club évolue au Daknamstadion de Lokeren.

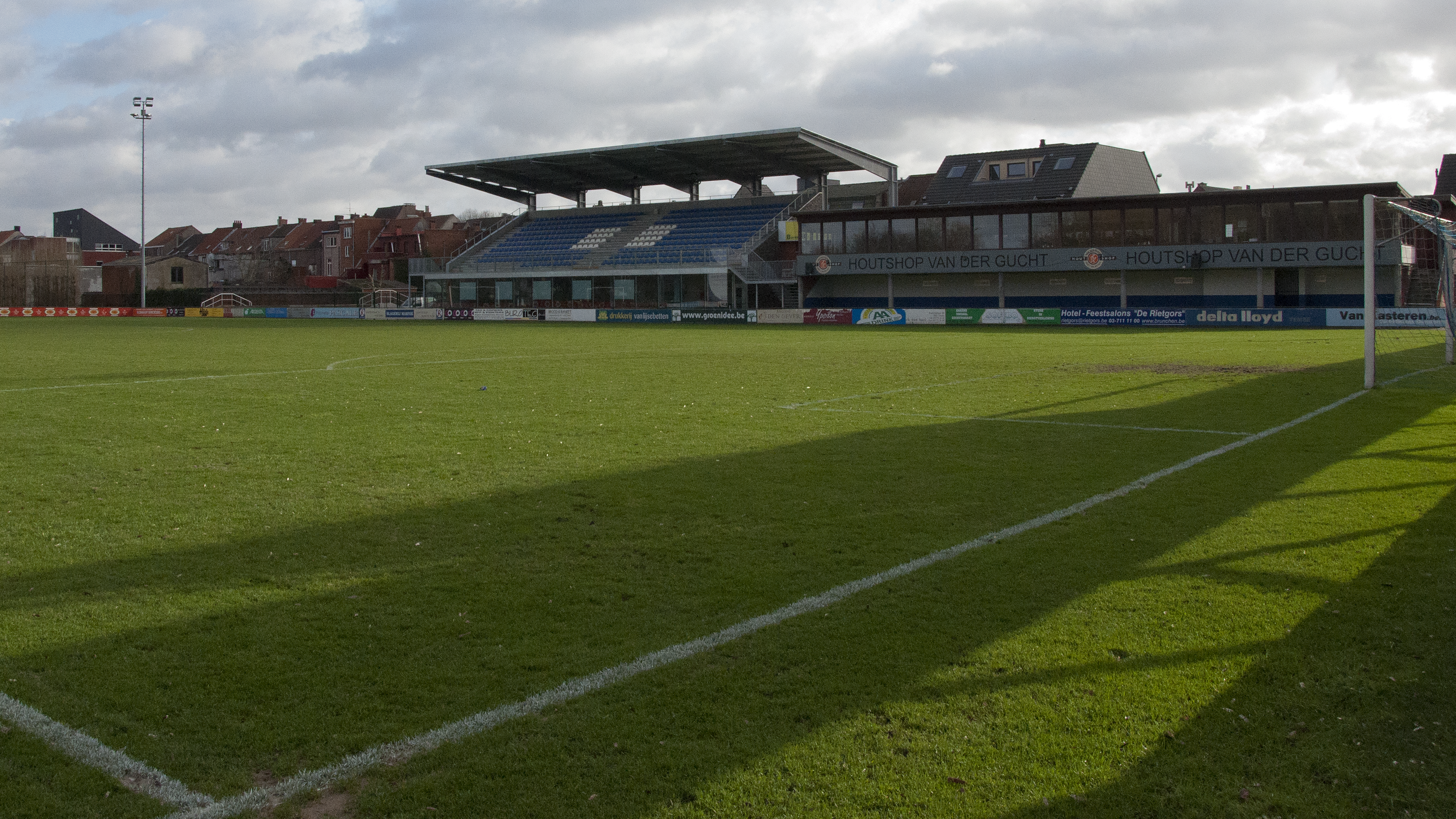
Vue du stade Fernand Schuerman

## Évolution du blason

Jusqu'en 2020
Depuis 2020

## Résultats dans les divisions nationales
Statistiques mises à jour le 3 décembre 2024 (terme de la saison 2023-2024)

### Bilan
| Niv | Divisions     | Jouées | Titres | TM Up | TM Down |
| --- | ------------- | ------ | ------ | ----- | ------- |
| I   | 1re nationale | 0      | 0      |       |         |
| II  | 2e nationale  | 0      | 0      |       |         |
| III | 3e nationale  | 15     | 0      |       | 1       |
| IV  | 4e nationale  | 12     | 2      | 2     |         |
| V   | 5e nationale  | 0      | 0      |       |         |
|     |               |        |        |       |         |
|     | TOTAUX        | 27     | 2      | 2     | 1       |

- TM Up : test-match pour départager des égalités, ou toutes formes de Barrages ou de Tour final pour une montée éventuelle.
- TM Down : test-match pour départager des égalités, ou toutes formes de Barrages ou de Tour final pour le maintien.

### Classement saison par saison
| Ordre               | Saison  | Nom du club         | Niveau                         | Classement final | Remarques                            |
| ------------------- | ------- | ------------------- | ------------------------------ | ---------------- | ------------------------------------ |
| 1                   | 1931-32 | Temsche SK          | Promotion (D3) série A         | 10e/14           |                                      |
| 2                   | 1932-33 | Temsche SK          | Promotion (D3) série B         | 10e/14           |                                      |
| 3                   | 1933-34 | Temsche SK          | Promotion (D3) série A         | 13e/14           | Relégué!                             |
| séries régionales   |         |                     |                                |                  |                                      |
| 4                   | 1935-36 | Temsche SK          | Promotion (D3) série B         | 3e/14            |                                      |
| 5                   | 1936-37 | Temsche SK          | Promotion (D3) série D         | 11e/14           |                                      |
| 6                   | 1937-38 | Temsche SK          | Promotion (D3) série D         | 14e/14           | Relégué!                             |
| séries régionales   |         |                     |                                |                  |                                      |
| 7                   | 1948-49 | Temsche SV          | Promotion (D3) série B         | 14e/16           | Relégué!                             |
| séries provinciales |         |                     |                                |                  |                                      |
| 8                   | 2003-04 | K. SV Temse         | Promotion série B              | 15e/16           | Relégué!                             |
| séries provinciales |         |                     |                                |                  |                                      |
| 9                   | 2005-06 | K. SV Temse         | Promotion série B              | 8e/16            |                                      |
| 10                  | 2006-07 | K. SV Temse         | Promotion série B              | 2e/16            | Tour final!                          |
| 11                  | 2007-08 | K. SV Temse         | Promotion série B              | 4e/16            | Tour final!                          |
| 12                  | 2008-09 | K. SV Temse         | Promotion série B              | 1er/16           | Champion et promu!                   |
| 13                  | 2009-10 | K. SV Temse         | Division 3 série A             | 5e/19            |                                      |
| 14                  | 2010-11 | K. SV Temse         | Division 3 série A             | 11e/18           |                                      |
| 15                  | 2011-12 | K. SV Temse         | Division 3 série B             | 16e/18           | Barrages!                            |
| 16                  | 2012-13 | K. SV Temse         | Division 3 série A             | 11e/18           |                                      |
| 17                  | 2013-14 | K. SV Temse         | Division 3 série A             | 15e/18           |                                      |
| 18                  | 2014-15 | K. SV Temse         | Division 3 série A             | 3e/18            | [ saisons 4 ]                        |
| 19                  | 2015-16 | K. SV Temse         | Division 3 série A             | 8e/18            | Relégué!                             |
| 20                  | 2016-17 | K. SV Temse         | Division 2 Amateur VFV série A | 7e/16            |                                      |
| 21                  | 2017-18 | K. SV Temse         | Division 2 Amateur VFV série A | 7e/16            |                                      |
| 22                  | 2018-19 | K. SV Temse         | Division 2 Amateur VFV série B | 3e/16            |                                      |
| 23                  | 2019-20 | K. SV Temse         | Division 2 Amateur VFV série A | 12e/16           | Championnat arrêté après 23 journées |
| 24                  | 2020-21 | K. SC Lokeren Temse | Nationale 2 VFV série A        | N/A              | saison annulée en raison du Covid-19 |
| 25                  | 2021-22 | K. SC Lokeren Temse | Nationale 2 VV série A         | 4e/16            |                                      |
| 26                  | 2022-23 | K. SC Lokeren Temse | Nationale 2 VV série A         | 1er/18           |                                      |
| 27                  | 2023-24 | K. SC Lokeren Temse | Nationale 1                    | 2e/18            | Promu !                              |
| 28                  | 2024-25 | K. SC Lokeren Temse | Division 1B                    | .../16           |                                      |